# Iperf
Iperf (reso graficamente come iPerf) è uno strumento per la misurazione e l'ottimizzazione delle prestazioni della rete.
È uno strumento multipiattaforma in grado di produrre misurazioni delle prestazioni standardizzate per qualsiasi rete. Possiede funzionalità client e server e può creare flussi di dati per misurare il throughput tra i sistemi sui quali viene eseguito, in una o entrambe le direzioni. L'output tipico contiene un rapporto della quantità di dati trasferiti e del throughput misurato.
iPerf è un software open source scritto in C e funziona su varie piattaforme tra cui Windows, Linux, macOS e Unix.